# 11956 Tamarakate
11956 Tamarakate (1994 CL14) là một tiểu hành tinh vành đai chính được phát hiện ngày 8 tháng 2 năm 1994 bởi E. W. Elst ở Đài thiên văn Nam Âu.